# Pedro Ascencio Alquisiras
Pedro Ascencio Alquisiras é uma localidade do estado de Guerrero, no México.